# نیکولاس منتاکاکا (بازیکن فوتبال، زاده ۱۹۰۹)
نیکولاس منتاکاکا (انگلیسی: Nicolás Mentxaka؛ زادهٔ ۲۳ اوت ۱۹۰۹) بازیکن فوتبال اهل اسپانیا است.
از باشگاه‌هایی که در آن بازی کرده‌است می‌توان به باشگاه فوتبال والنسیا اشاره کرد.